# Inari (Finlàndia)
|  | Per a altres significats, vegeu «Llac Inari». |

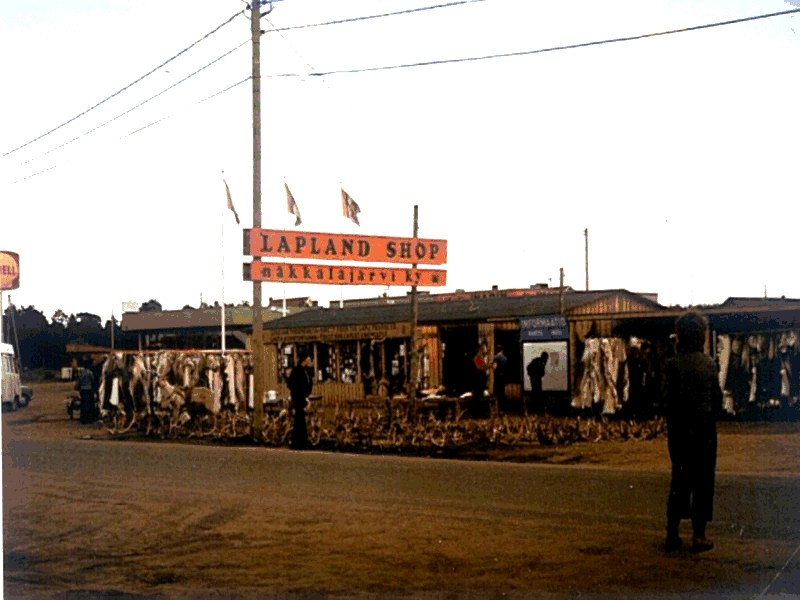
Inari

Inari —Aanaar, en sami d'Inari; Anár, en sami septentrional; Aanar, en sami skolt; Enare en suec— és una ciutat de Finlàndia a la Lapònia Finlandesa. La seva economia es basa principalment en la indústria de la fusta, el manteniment de la natura i el turisme. És el centre de la cultura sami on hi ha el Museu Siida, seu del Museu Nacional dels Samis de Finlàndia. El seu aeroport és a Ivalo, una localitat turística. Té 6.825 habitants (31-12-2016), una densitat de població de 0,45h/km² i ocupa una superfície de 15.055,10 km². El Parc Nacional Lemmenjoki, el més gran de Finlàndia, es troba parcialment dins d'Inari com també el Parc Nacional Urho Kekkonen. El llac Inari és el tercer més gran de Finlàndia.
En el període 1981-2010, la temperatura mitjana anual ha estat de -0,6 °C, la temperatura mitjana de gener de -12,8 °C i la de juliol de 13,9 °C. En el mateix període, la precipitació anual ha estat de 500,1 mm amb màxims el juliol i agost.